# Campagne NOH8

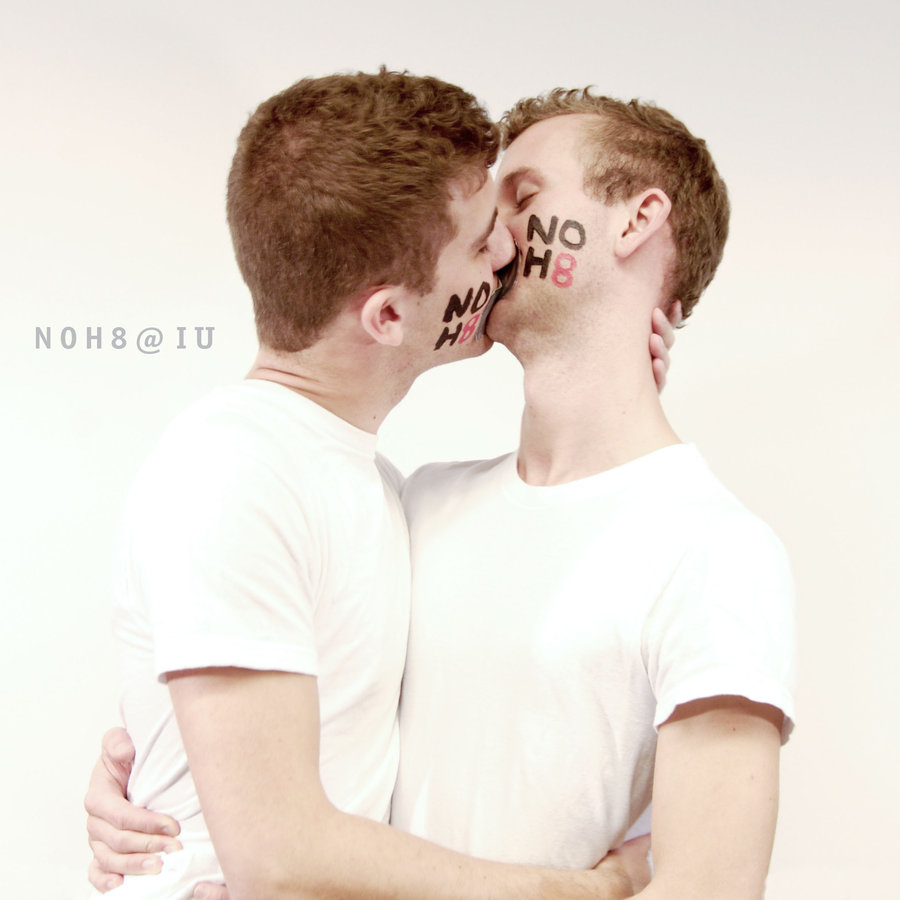
Une des photos de la campagne NOH8 (2009).

La campagne NOH8 est un projet de protestation silencieuse en photos contre la proposition 8 (États-Unis).
Elle comprend des photographies représentant des personnes vêtues de T-Shirts blanc sur un fond blanc, un bâillon sur la bouche et NO H8 peint sur une joue, le 8 étant toujours peint en rouge. La campagne a été créée le 1er février 2009 par le photographe Adam Bouska & Jeff Parshley. Les photos prises sont ensuite mise en ligne sur le Facebook, Flickr, Twitter, MySpace, mais aussi sur Second Life,.
Fin 2010, plus de 13 000 visages ont ainsi été inclus dans cette campagne. Les photos sont réalisées lors de Shoots photo ouverts, qui ont lieu à travers les États-Unis. Certains étudiants ont réalisé leur propre photoshoot. La campagne présente des photos de personnes LGBT aussi bien que de personnes hétérosexuelles.

## Histoire

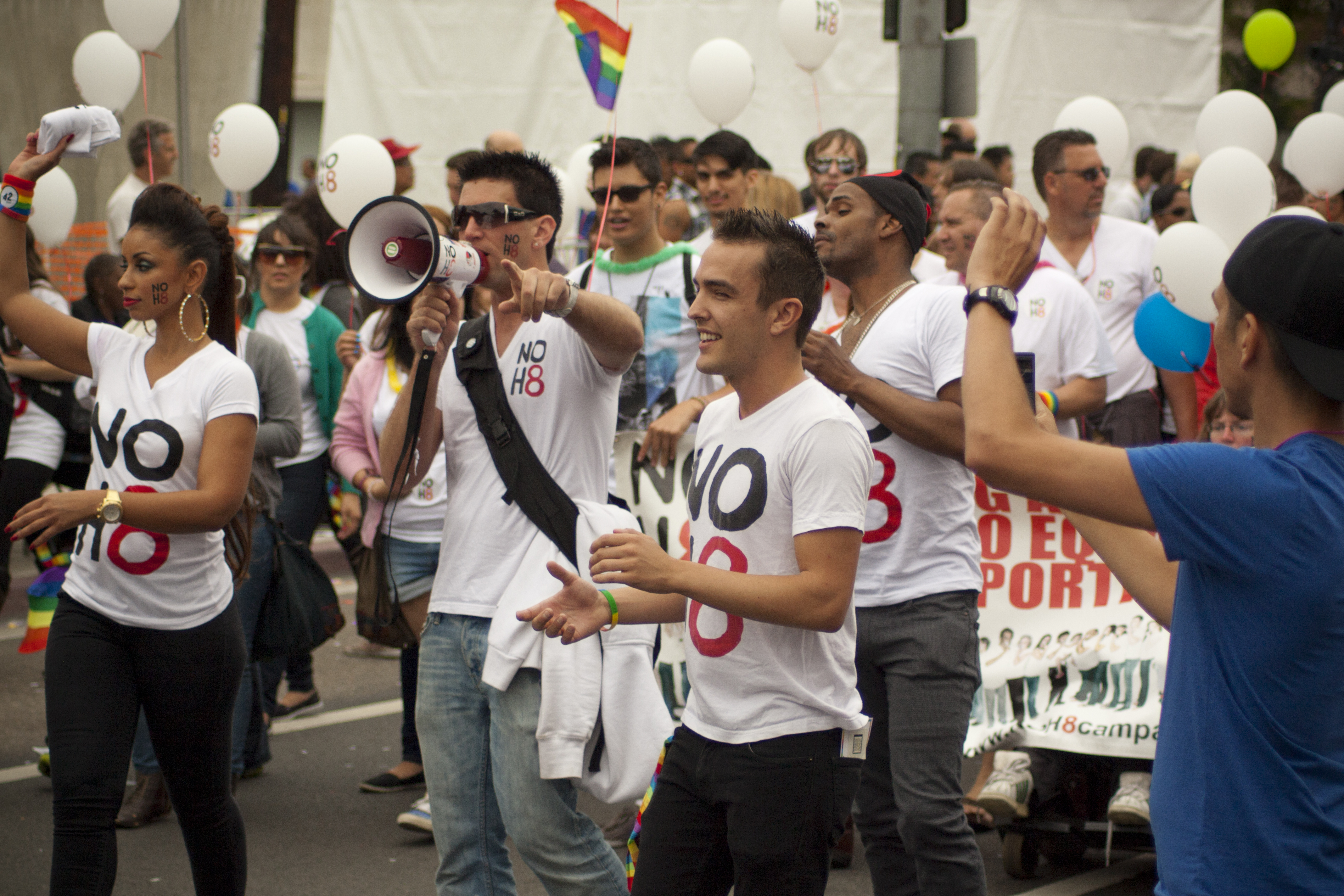
Campagne NOH8 au Los Angeles LGBT pride parade en 2011.

Le 18 novembre 2009, la campagne a annoncé que la ville de West Hollywood, en Californie, prévoyait de faire officiellement du 13 décembre, le « NOH8 day ».
Le 5 novembre 2010, la Campagne NOH8 a été approuvée comme un organisme de bienfaisance « bienfait d'intérêt public » par le bureau du procureur général de Californie, permettant ainsi son statut actuel en tant qu'association à but non lucratif.

## Soutien de célébrités
Certaines célébrités soutiennent en posant pour NO H8, entre autres Pauley Perrette qui a aidé NO H8 en vendant certains souvenirs aux enchères, les bénéfices sont ensuite revenus directement à l'association. Elle est d'ailleurs arrivée au People's Choice Awards 2011 vêtue d'une Robe NO H8 & a changé sa photo de profil Twitter et son background par une photo NO H8. D'autres célébrités y ont participé, c'est le cas de Josh Hutcherson, Hoobastank, Skylar Grey, Paris Hilton, Justin Bieber, Demi Lovato, Miley Cyrus, Lisa Edelstein, Pete Wentz, Nikki Sixx, Courtney Bingham, Dan Feuerriegel, les sœurs Kim, Khloé et Kourtney Kardashian, Lindsay Lohan, Harry Styles, Shay Mitchell, Lindsey Shaw, Maryse Ouellet,Holland Roden, Crystal Reed, Dylan O'Brien, Kendall Schmidt, Camilla Luddington, Annie Lennox, Jordyn Jones, Leah Andreone, Lindsey Way, Lana Parrilla, les Bella Twins, Nicki Minaj et bien d'autres encore.